# スティーブ・ジョーダン (アメリカンフットボール)
スティーブ・ジョーダン（Steve Jordan, 1961年1月10日 - ）は、アリゾナ州フェニックス出身のアメリカンフットボール選手。フルネームはスティーブン・ラッセル・ジョーダン（Steven Russell Jordan）。NFLのミネソタ・バイキングスで1982年から1994年までの13シーズン活躍した。ポジションはタイトエンド。

## 経歴
ブラウン大学を卒業後、1982年のドラフト7巡目全体179位でミネソタ・バイキングスに指名されて入団した。3年目の1984年から先発選手となり、1986年から1991年までは6年連続プロボウルに選出された。1986年のワシントン・レッドスキンズ戦では197ヤードを獲得している。
レシーブ数はバイキングス歴代3位、タイトエンドではトップの498回で6,307ヤードを獲得した。2シーズンでチームトップ、3シーズンでチーム2位のレシーブをマークしている。
1993年にWWEのカート・ヘニングがMr.パーフェクトのキャラクターをプロモートする際にNFL選手として一役を買った。

## 家族
息子のキャメロン・ジョーダンもNFL選手となっている。キャメロンが幼い頃、スティーブは彼をバイキングスの練習施設に連れて行っていた。